# Сарманайский сельсовет
Сарманайский сельсовет — сельское поселение в Шарлыкском районе Оренбургской области Российской Федерации.
Административный центр — село Сарманай.

## История
9 марта 2005 года в соответствии с законом Оренбургской области № 1919/356-III-ОЗ образовано сельское поселение Сарманайский сельсовет, установлены границы муниципального образования.

## Население
| 2010 | 2012 | 2013 | 2014 | 2015 | 2016 | 2017 |
| ---- | ---- | ---- | ---- | ---- | ---- | ---- |
| 983  | ↘953 | ↘914 | ↘882 | ↘848 | ↘835 | ↘800 |
| 2018 | 2019 | 2020 | 2021 |      |      |      |
| ↘775 | ↘753 | ↘742 | ↘723 |      |      |      |

## Состав сельского поселения
| № | Населённый пункт | Тип населённого пункта       | Население |
| - | ---------------- | ---------------------------- | --------- |
| 1 | Берёзовка        | посёлок                      | 0         |
| 2 | Малослободка     | село                         | 87        |
| 3 | Перовка          | посёлок                      | 137       |
| 4 | Подгорный        | посёлок                      | 13        |
| 5 | Сарманай         | село, административный центр | 746       |